# Футбольный фонд мира Санмун
Футбольный фонд мира Санмун (англ. Sunmoon Peace Football Foundation, SPFF или др. название Sun Moon Soccer Foundation) — футбольный фонд в Сувоне, Южная Корея, основанный Мун Сон Мёном в 2002 году и сотрудничающий с Министерством культуры, спорта и туризма Республики Корея. Фонд организовывает Мировой кубок, деньги на призовой фонд которого ($2 млн за первое место и $ 500 тыс. за второе) выделяются ФИФА, а также фонд владеет ведущим клубом «Соннам Ильхва Чхонма» и бразильскими СЭНЭ и «Атлетико Сорокаба». Сам Мун Сон Мён верит в примиряющую силу футбола и организовывал через свою ВАНПО, совместно с Управлением Верховного комиссара Организации Объединённых Наций по делам беженцев товарищеские матчи в смешанных командах между враждующими суннитами и шиитами, и христианами. Также фонд устраивает чемпионат Всемирный кубок короля мира и женский чемпионат Кубок королевы мира (Peace Queen Cup).

## Социальная ответственность
В 2005 году Футбольный фонд мира на правительственном уровне организовал чемпионат страны по футболу для более чем 3000 полицейских из шести городов страны. В 2009 году фонд провел художественную выставку на тему мечты о мире в Испании с участием 20 художников из разных стран.